# Spectacle de danse en l'honneur des Etrangers
 (mai 2025).
La mise en forme du texte ne suit pas les recommandations de Wikipédia : il faut le « wikifier ».
Les points d'amélioration suivants sont les cas les plus fréquents. Le détail des points à revoir est peut-être précisé sur la page de discussion.
- Les titres sont pré-formatés par le logiciel. Ils ne sont ni en capitales, ni en gras.
- Le texte ne doit pas être écrit en capitales (les noms de famille non plus), ni en gras, ni en italique, ni en « petit »…
- Le gras n'est utilisé que pour surligner le titre de l'article dans l'introduction, une seule fois.
- L'italique est rarement utilisé : mots en langue étrangère, titres d'œuvres, noms de bateaux, etc.
- Les citations ne sont pas en italique mais en corps de texte normal. Elles sont entourées par des guillemets français : « et ».
- Les listes à puces sont à éviter, des paragraphes rédigés étant largement préférés. Les tableaux sont à réserver à la présentation de données structurées (résultats, etc.).
- Les appels de note de bas de page (petits chiffres en exposant, introduits par l'outil «  Source ») sont à placer entre la fin de phrase et le point final[comme ça].
- Les liens internes (vers d'autres articles de Wikipédia) sont à choisir avec parcimonie. Créez des liens vers des articles approfondissant le sujet. Les termes génériques sans rapport avec le sujet sont à éviter, ainsi que les répétitions de liens vers un même terme.
- Les liens externes sont à placer uniquement dans une section « Liens externes », à la fin de l'article. Ces liens sont à choisir avec parcimonie suivant les règles définies. Si un lien sert de source à l'article, son insertion dans le texte est à faire par les notes de bas de page.
- La présentation des références doit suivre les conventions bibliographiques. Il est recommandé d'utiliser les modèles {{Ouvrage}}, {{Chapitre}}, {{Article}}, {{Lien web}} et/ou {{Bibliographie}}. Le mode d'édition visuel peut mettre en forme automatiquement les références.
- Insérer une infobox (cadre d'informations à droite) n'est pas obligatoire pour parachever la mise en page.

Pour une aide détaillée, merci de consulter Aide:Wikification.
Si vous pensez que ces points ont été résolus, vous pouvez retirer ce bandeau et améliorer la mise en forme d'un autre article.
 (juin 2025).

## Spectacle de danse en l'honneur des Etrangers
Le Spectacle de danse en l'honneur des Etrangers est un paravent à trois feuilles peint à l'encre sur papier de riz par un auteur anonyme, conservé au Palazzo dei Musei à Reggio d'Émilie. Il s'agit d'une copie d'un célèbre tableau donné au temple de Kiyomizu di Kyoto, en tant qu'un ex-voto, proclamé "Bien Culturel Important" par le gouvernement japonais.

## Description
Le paravent, réalisé à l'encre de couleurs et d'or, représente un navire à voile voguant sur la mer. À bord, de nombreux passagers participent à des jeux, à un spectacle de danse et font de la musique sur le pont principal, ce qui donna son nom à l'oeuvre. Sur une plate-forme surélevée, se trouvent deux invités étrangers importants, vraisemblablement des Portugais, et la fête est organisée en leur honneur.
L'œuvre est souvent désignée comme un panneau Nanban : en effet, les paravents nanban, représentant souvent des bateaux portugais, ont été nommés d'après le terme péjoratif Nanbanjin, c'est-à-dire les Barbares du Sud, par lequel les Japonais désignaient les étrangers. 
La peinture est une copie d'une œuvre conservée au temple Kiyomizu de Kyoto et est un exemple d'ema, une offrande votive religieuse japonaise, représentant un navire appartenant à la Suminokura, une compagnie commerciale de Kyoto, en partance pour le Tonkin, au nord du Viêt Nam. Cet ex-voto a été offert au temple en 1634 pour invoquer le succès du voyage. 